# Marie-Noëlle Lienemann
Marie-Noëlle Lienemann (; n. 12 iulie 1951, Belfort, Franche-Comté⁠(d), Franța) este un om politic francez, membru al Parlamentului European în perioada 2004-2009 din partea Franței. 
1. ↑   http://www.europarl.europa.eu/meps/en/1708/MARIE-NOELLE_LIENEMANN_home.html Lipsește sau este vid: |title= (ajutor)
2. ↑  Marie-Noëlle Lienemann, Babelio
3. ↑  Marie-Noëlle Lienemann, base Sycomore, accesat în 9 octombrie 2017
4. ↑  senat.fr
5. ↑   http://www.europarl.europa.eu/news/public/story_page/008-14730-344-12-50-901-20071211STO14729-2007-10-12-2007/default_en.htm Lipsește sau este vid: |title= (ajutor)
6. ↑   http://www.euractiv.com/pa/blogs-filling-eu-communication-gap/article-164717 Lipsește sau este vid: |title= (ajutor)
7. ↑  Autoritatea BnF, accesat în 10 octombrie 2015
8. ↑  senat.fr, accesat în 23 aprilie 2022
9. ↑  Deputații în Parlamentul European